# Platycerus tabanai baotianmanus
Platycerus tabanai baotianmanus es una subespecie de coleóptero de la familia Lucanidae.

## Distribución geográfica
Habita en Henan (China).